# 菅原通敬

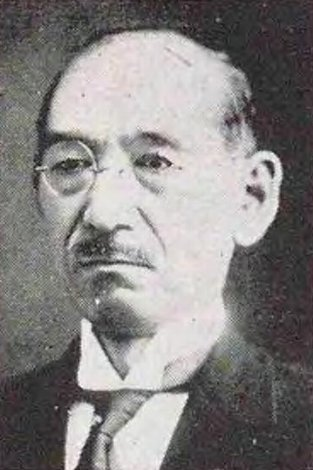
菅原通敬

菅原 通敬（すがわら みちよし、1869年2月16日（明治2年1月6日）– 1946年（昭和21年）12月18日）は、日本の大蔵官僚・政治家。大蔵次官、貴族院議員、枢密顧問官、錦鶏間祗候。

## 経歴
仙台藩士・郡長、菅原通実の長男として生まれる。仙台中学、第一高等学校を経て、1895年7月、帝国大学法科大学政治学科を卒業。大蔵省に入省し大蔵属となり、主税局に配属された。同年11月、文官高等試験行政科試験に合格。
1895年11月、横浜税関倉庫課長に就任。以後、沖縄県収税長、司税官・熊本税務管理局、税務監督官・主税局内国税課、函館税務管理局長、丸亀税務管理局長、神戸税務管理局長、神戸税務監督局長、大蔵書記官・主税局内国税課長、主税局長などを歴任。1915年7月、大蔵次官に就任し、1916年10月まで在任し退官。
1916年10月5日、貴族院勅選議員に任じられ、同成会に属し1938年2月10日まで在任。1922年2月13日、錦鶏間祗候を仰せ付けられた。
その他、東洋拓殖総裁、枢密顧問官を務めた。

## 親族
- 三浦篤 - 長女の夫。帝室林野局長官。古川市長。

## 栄典
位階
- 1896年（明治29年）
  - 5月30日 - 従七位[5][6]
  - 12月21日 - 正七位[5][7]
- 1899年（明治32年）2月10日 - 従六位[5]
- 1902年（明治35年）12月27日 - 正六位[5][8]
- 1905年（明治38年）5月1日 - 従五位[5][9]
- 1907年（明治40年）12月27日 - 正五位[5][10]
- 1913年（大正2年）1月30日 - 従四位[5][11]
- 1938年（昭和13年）2月15日 - 正四位[5]
- 1940年（昭和15年）3月1日 - 従三位[5][12]
- 1943年（昭和18年）3月15日 - 正三位[5][13]
- 1946年（昭和21年）12月18日 - 従二位[5]

勲章等
- 1900年（明治33年）9月28日 - 勲六等単光旭日章[5][14]
- 1905年（明治38年）12月22日 - 勲五等瑞宝章[5]
- 1906年（明治39年）4月1日 - 旭日小綬章[5]
- 1907年（明治40年）11月8日 - 金杯一組[5]
- 1911年（明治44年）
  - 6月28日 - 勲三等瑞宝章[5]　
  - 8月24日 - 旭日中綬章[5][15]
- 1912年（大正元年）
  - 8月1日 - 韓国併合記念章[5]
  - 12月6日 - 勲二等瑞宝章[5]
- 1915年（大正4年）11月10日 - 大礼記念章（大正）[16]
- 1916年（大正5年）
  - 1月19日 - 勲一等瑞宝章[5][17]
  - 4月1日 -大正三四年従軍記章[5]
- 1917年（大正6年）11月29日 - 金杯一個[5]
- 1918年（大正7年）9月23日 - 金杯一個[5]
- 1920年（大正9年）11月1日 - 金杯一個[5]
- 1921年（大正10年）7月1日 - 第一回国勢調査記念章[5]
- 1928年（昭和3年）11月10日 - 大礼記念章（昭和）・金杯一個[5]
- 1931年（昭和6年）5月1日 - 帝都復興記念章[5]
- 1940年（昭和15年）8月15日 - 紀元二千六百年祝典記念章[18]
- 1943年（昭和18年）5月11日 - 旭日大綬章[5][19]

外国勲章佩用允許
- 1911年（明治44年）12月27日 - 大清帝国：二等第二双竜宝星[5]
- 1915年（大正4年）5月23日 - 支那共和国：二等嘉禾章[5]
- 1934年（昭和9年）3月1日 - 満州帝国：大満洲国建国功労章[5]
- 1935年（昭和10年）9月21日 - 満州帝国：満州帝国皇帝訪日記念章[5]